# لوك بلاكويل
لوك بلاكويل (بالإنجليزية: Luke Blackwell)‏ هو لاعب كرة قدم أسترالية أسترالي، ولد في 9 نوفمبر 1986 في ملبورن في أستراليا.

## النشأة
ولد بلاكويل في ملبورن، وانتقل إلى بورتلاند في سن مبكرة عندما عُيِّن والده، وين بلاكويل، مدربًا لنادي بورتلاند لكرة القدم. عادت عائلته إلى ولاية أستراليا الغربية عام 1993، وهناك التحق بمدرسة كلية ميزنود في بيرث، ثم درّب نادي بيرث لكرة القدم الأسترالية من عام 1996 إلى عام 1998، ثم نادي إيست فريمانتل لكرة القدم الأسترالية عام 2000. لعب والده أيضًا مع نادي كليرمونت ونادي كارلتون.

## وصلات خارجية
- لوك بلاكويل على موقع AustralianFootball.com (الإنجليزية)
- لوك بلاكويل على موقع AFLtables.com (الإنجليزية)